# Asikkala
Asikkala este o comună din Finlanda.

## Personalități născute aici
- Joel Rinne (1897 - 1981), actor.